# Walter Bucher
Walter Bucher (Zurique, 8 de junho de 1926 – 6 de março de 2025) foi um ciclista suíço. Competiu na prova de perseguição por equipes nos Jogos Olímpicos de Verão de 1948, terminando em quinto lugar. Entre 1955 e 1959, conquistou uma medalha em cada Mundial UCI de Motor-paced, incluindo uma medalha de ouro em 1958. Também ganhou cinco títulos nacionais em corridas de motor-paced (1955, 1957–1960).
Bucher foi também um ciclista de estrada bem-sucedido, venceu onze corridas de seis dias das 66 correrias. Ele não pôde competir no Mundial UCI de Pista, realizado em sua terra nativa, Zurique, devido a uma queda feia que teve no início daquele ano. No ano seguinte, retirou-se das competições e fundou uma empresa de transporte. Se retirou em 1992, devido a um acidente de trabalho.